# Saturnin Arloing

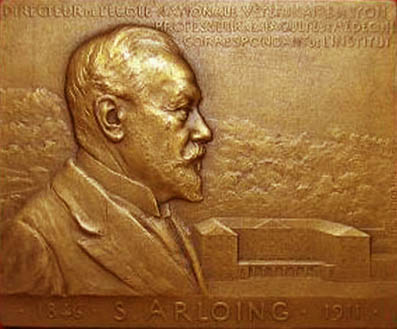
Saturnin Arloing, minnesplakett.

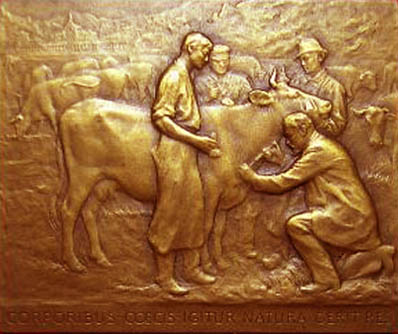
Plakettens frånsida

Saturnin Arloing, född 3 januari 1846 i Cusset, departementet Allier, död 21 mars 1911 i Lyon, var en fransk fysiolog och veterinär.

## Biografi
Arloing blev 1887 föreståndare för det till Lyon förlagda veterinärinstitutet samt blev därjämte professor vid den medicinska och farmaceutiska fakulteten i Lyon. År 1889 blev han korresponderande ledamot av franska Vetenskapsakademien. Han utgav en rad vetenskapliga skrifter, huvudsakligen om bakteriologi. Hans främsta arbeten behandlar frågor om mjältbrand, gasgangrän och tuberkulos.
Arloing var medupptäckare av den bakterie som orsakar frasbrand hos nötkreatur och den förste, som lyckades framställa frasbrandsvaccinet. Detta behandlas i hans arbete Le charbon bactérien, pathogénie et inoculation préventive (1883; andra upplagan 1887). Tillsammans med Jean-Baptiste Auguste Chauveau utgav han fjärde upplagan av läroboken Traité d'anatomie comparée des animaux domestiques (1890).